# (8331) Dawkins
(8331) Dawkins – planetoida z grupy pasa głównego asteroid okrążająca Słońce w ciągu 3 lat i 158 dni w średniej odległości 2,27 au. Została odkryta 27 maja 1982 roku w Obserwatorium Palomar przez Carolyn Shoemaker i Schelte Busa. Nazwa planetoidy została nadana na cześć profesora Uniwersytetu Oksfordzkiego Richarda Dawkinsa (ur. 1941). Przed jej nadaniem planetoida nosiła oznaczenie tymczasowe (8331) 1982 KK1.